# Pechão
Pechão es una freguesia portuguesa del concelho de Olhão, con 20,31 km² de superficie y 3.033 habitantes (2001). Su densidad de población es de 149,3 hab/km².